# إكزت (مجلة)
إكزت (بالإنجليزية: Exit)‏ مجلة تأسيس في عام 2000 على يد المحرر والمصور ستيفن تونر والمدير الفني مارك جوبر.
حظي العدد الأول من مجلة إكزت، والذي ضم أكثر من 100 صفحة من الفن والأزياء والتصوير الفوتوغرافي للمناظر الطبيعية، بإشادة واسعة من الصناعة.

## المساهمون
من ابرز المصورين الذين أنتجوا أعمالًا لـ إكزت هم: تيري ريتشاردسون، ريتشارد برنس، مارتن بار، ويليام إغلستون، فيم فيندرز.

## الإنجازات
في حفل توزيع جوائز تصميم المجلات لعام 2002، فازت مجلة إكزت بجائزتين عن غلاف المستهلك الأمامي للعام، والذي وصفه الحكام بأنه "جريء وبسيط ومذهل" وأفضل استخدام للتصوير الفوتوغرافي. فازت مجلة إكزت مرة أخرى بجائزة أفضل استخدام للتصوير الفوتوغرافي في عام 2003.
في عام 2000، منحت مجلة كرييتيف ريفيو جائزة المستقبل الإبداعي للتصميم التحريري إلى المدير الفني في مجلة إكزت، مارك جوبر.

## روابط خارجية
- الموقع الرسمي